# Рукин, Сергей Николаевич
Сергей Николаевич Рукин (род. 14 февраля 1956 года) — российский учёный-физик, член-корреспондент РАН (2022).

## Биография
Родился 14 февраля 1956 года}.
Окончил Новосибирский электротехнический институт.
С 1986 года — работает в Институте электрофизики УрО РАН, пройдя путь от научного сотрудника лаборатории Ю. А. Котова, до заведующего лабораторией импульсной техники (с 1994 года).
В 1989 году — защитил кандидатскую диссертацию, тема: «Зарядные и пусковые схемы мегавольтных ГИН для частотного режим работы».
В 1999 году — защитил докторскую диссертацию, тема: «Генерирование мощных наносекундных импульсов на основе полупроводниковых прерывателей тока».
В 2022 году — избран членом-корреспондентом РАН от Отделения физических наук.

## Научная деятельность
Специалист в области физики и техники мощных импульсных устройств.
В 1992 году открыл и исследовал эффект наносекундного обрыва сверхплотных токов в полупроводниках (SOS-эффект: «Semiconductor Opening Switch» или «полупроводниковый прерыватель тока»).
Совместно с сотрудниками создал высоковольтные полупроводниковые приборы нового класса — SOS-диоды, представляющие собой сверхмощные твердотельные наносекундные прерыватели тока высокой плотности, а также образцы уникального научного оборудования — твердотельные наносекундные генераторы с полупроводниковым прерывателем тока, которые находят применение в российских и зарубежных научных центрах и производственных компаниях (США, Великобритания, Германия, Франция, Южная Корея, Израиль, Япония, Китай, Индия) при проведении исследований и решении практических задач в области генерирования сильноточных пучков электронов, получения импульсов рентгеновского излучения, в мощной микроволновой электронике, лазерной технике и различных электроразрядных технологиях.
Разработал устройства нового типа в области мощной импульсной техники — сверхмощные пикосекундные твердотельные генераторы — на основе SOS прерывателя и линии магнитной компрессии энергии, демонстрирующие рекордные значения мощности электрического импульса и скорости её нарастания.
Имеет 13 авторских свидетельств и патентов.

## Награды
- Медаль ордена «За заслуги перед Отечеством» II степени (2022)[2]
- Государственная премия Российской Федерации в области науки и техники (в составе группы, за 2002 год) — за цикл фундаментальных исследований процессов нано- и субнаносекундного обрыва сверхплотных токов в полупроводниках и создание на их основе нового класса сверхмощных полупроводниковых приборов и электрофизических устройств[3]
- Международная премия Эрвина Маркса (2017, за пионерские работы по открытию SOS-эффекта)